# Alfred Wendehorst

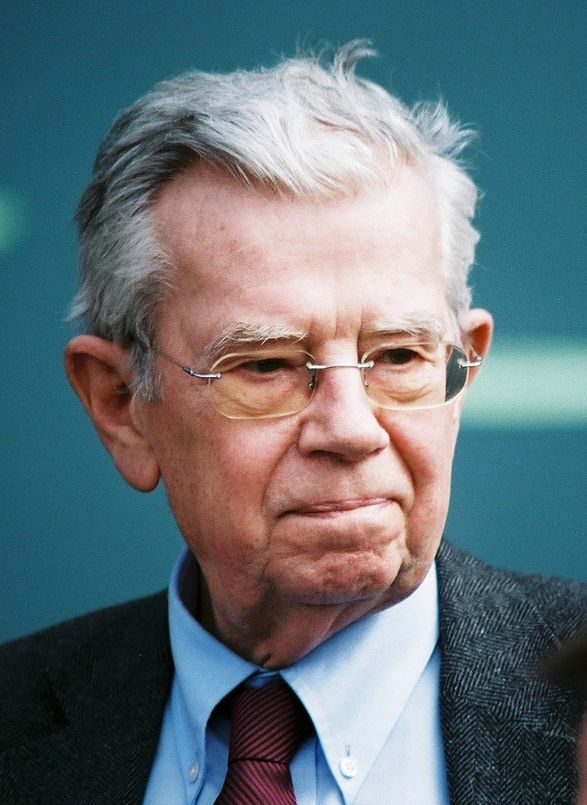
Alfred Wendehorst, aufgenommen 2009 von Werner Maleczek auf einer Reichenau-Tagung des Konstanzer Arbeitskreises für mittelalterliche Geschichte

Alfred Wendehorst (* 29. März 1927 in Breyell; † 3. September 2014 in Fulda) war ein deutscher Historiker. Von 1972 bis 1994 war er Inhaber des Lehrstuhls für Bayerische und Fränkische Landesgeschichte an der Friedrich-Alexander-Universität Erlangen-Nürnberg. Verdienste erwarb er sich in der Fachwelt vor allem durch die Erforschung der Fränkischen Landesgeschichte, besonders der Geschichte von Bistum und Hochstift Würzburg.

## Leben und Wirken
Der Sohn eines Bankdirektors besuchte von 1933 bis 1937 die Elementarschule und dann das humanistische Gymnasium in Mönchengladbach. Mit 16 Jahren wurde er als Flakhelfer im Westen eingezogen. In Mönchengladbach legte er das Abitur Anfang Mai 1946 in einem Kriegsteilnehmerkurs ab. Ab dem Sommersemester 1947 studierte er Geschichte, Philosophie und Sprachwissenschaft an den Universitäten Würzburg und Köln. Im Jahr 1951 wurde er bei Otto Meyer an der Universität Würzburg mit einer Arbeit über den Kölner Dominikaner Albertus Magnus promoviert. Von 1953 bis 1956 absolvierte er den Kurs des Instituts für österreichische Geschichtsforschung in Wien, wo er 1956 die Staatsprüfung für den höheren Archivdienst ablegte. Besonders prägend für Wendehorst wurde in Wien die Begegnung mit Alfons Lhotsky. Im Jahr 1956/57 war Wendehorst Stipendiat des Deutschen Historischen Instituts Rom. Die Arbeit in der dortigen Bibliothek, im Vatikanischen Archiv und in der Vatikanischen Bibliothek verstärkten die Neigung, sich der Geschichte der mittelalterlichen Kirche zu widmen.
Im Jahre 1957 trat er in den Archivdienst in Würzburg ein und übernahm die Leitung des Diözesanarchivs. Im Jahre 1964 erfolgte die Habilitation in Erlangen und 1965 die Ernennung zum außerordentlichen Professor für fränkische Kirchengeschichte in Würzburg. Als Nachfolger von Gerhard Pfeiffer hatte er von Wintersemester 1972/73 bis zu seiner Emeritierung im Jahr 1994 den Lehrstuhl für Bayerische und Fränkische Landesgeschichte an der Friedrich-Alexander-Universität Erlangen-Nürnberg inne. Seit 1975 war Wendehorst außerdem als Universitätsarchivar tätig. In der Nachfolge Pfeiffers übernahm er 1976 auch die wissenschaftliche Leitung der Gesellschaft für fränkische Geschichte und übte diese Funktion bis 1996 aus. Von 1972 bis 1994 war er Herausgeber des Jahrbuchs für Fränkische Landesforschung. Von 1957 bis 2007 war er Mitarbeiter des Max-Planck-Instituts für Geschichte. Zu seinen akademischen Schülern gehörten Gerhard Rechter, Dieter J. Weiß und Stefan Benz.
Seine von 1962 bis 2006 veröffentlichten acht Bände zur Reihe Germania Sacra für die Bistümer Würzburg und Eichstätt brachten neue Erkenntnisse für die fränkische Landesgeschichte. Wendehorst veröffentlichte zahlreiche einschlägige Arbeiten zur Würzburger Bistumsgeschichte, darunter zur Pfarreiorganisation und zur Diözesangeschichte der neuesten Zeit. Weitere Forschungsschwerpunkte sind die Siedlungsgeschichte, die Universitätsgeschichte und die Geschichte der alten Reichskirche in Franken. Zum Jubiläum der Friedrich-Alexander-Universität veröffentlichte er 1993 ein Werk, das 250 Jahre Universitätsgeschichte umfasst. Wendehorst veröffentlichte mehrere größere Quelleneditionen, darunter das Formelbuch der Würzburger Bischöfe aus dem frühen 14. Jahrhundert und das Urkundenbuch der Würzburger Marienkapelle. Er gab die Bände 6 bis 17 der Fränkischen Lebensbilder heraus. Wendehorst hatte von 1958 bis 1974 die Schriftleitung der Würzburger Diözesangeschichtsblätter inne. Ab 1972 war er Schriftleiter des Jahrbuchs für fränkische Landesforschung.
Für seine Forschungen wurden Wendehorst zahlreiche wissenschaftliche Ehrungen und Mitgliedschaften zugesprochen. Er war Mitglied des Instituts für Österreichische Geschichtsforschung, der Kommission für geschichtliche Landeskunde in Baden-Württemberg und der Bayerischen Benediktinerakademie. Wendehorst war Träger des Bundesverdienstkreuzes Erster Klasse und des Bayerischen Verdienstordens. Die Diözese Würzburg würdigte seine Arbeiten 1987 mit der Sankt-Bruno-Medaille. Ihm wurde 1993 die Aventinus-Medaille des Verbandes bayerischer Geschichtsvereine verliehen.
Wendehorst siedelte mit seiner Frau im Sommer 2014 nach Fulda über. Dort starb er wenige Monate später. Er ist auf dem Friedhof in Fulda-Neuenberg begraben.

## Schriften (Auswahl)
- Die Bistümer der Kirchenprovinz Mainz. Das Bistum Würzburg. De Gruyter, Berlin u. a. 1962–2001;
  - Teil 1: Die Bischofsreihe bis 1254 (= Germania Sacra. Neue Folge 1). 1962, Digitalisat;
  - Teil 2: Die Bischofsreihe 1254 bis 1455 (= Germania Sacra. Neue Folge 4). 1969, Digitalisat;
  - Teil 3: Die Bischofsreihe 1455 bis 1617 (= Germania Sacra. Neue Folge 13). 1978, ISBN 3-11-007475-3, Digitalisat;
  - Teil 4: Das Stift Neumünster in Würzburg (= Germania Sacra. Neue Folge 26). 1989, ISBN 3-11-012057-7, Digitalisat;
  - Teil 5: Die Stifte in Schmalkalden und Römhild (= Germania Sacra. Neue Folge 36). 1996, ISBN 3-11-015280-0, Digitalisat;
  - Teil 6: Die Benediktinerabtei und das Adelige Säkularkanonikerstift St. Burkard in Würzburg (= Germania Sacra. Neue Folge 40). 2001, ISBN 3-11-017075-2, Digitalisat;
- Das Würzburger Landkapitel Coburg zur Zeit der Reformation (= Veröffentlichungen des Max-Planck-Instituts für Geschichte. Band 13, = Studien zur Germania Sacra. Band 3). Vandenhoeck & Ruprecht, Göttingen 1964.
- Das Bistum Würzburg. 1803–1957. Stürtz, Würzburg 1965.
- mit Erich von Guttenberg: Das Bistum Bamberg. Teil 2: Die Pfarrorganisation (= Germania Sacra. Alte Folge. Abteilung 2: Die Bistümer der Kirchenprovinz Mainz. Band 1, 2). De Gruyter, Berlin u. a. 1966.
- Die Juliusspitalpfarrei und ihre Bedeutung für die Gegenreformation. In: Friedrich Merzbacher (Hrsg.): Julius Echter und seine Zeit. Gedenkschrift zum Anlaß des 400. Jahrestages der Wahl des Stifters der Alma Julia zum Fürstbischof von Würzburg am 1. Dezember 1673 im Auftrag der Bayerischen Julius-Maximilians-Universität. Echter, Würzburg 1973, S. 349–374.
- Das Juliusspital in Würzburg. Band I: Kulturgeschichte. Herausgegeben vom Oberpflegeamt der Stiftung Juliusspital Würzburg anlässlich der 400jährigen Wiederkehr der Grundsteinlegung, Fränkische Gesellschaftsdruckerei Würzburg, Würzburg 1976.
- Geschichte der Friedrich-Alexander-Universität Erlangen-Nürnberg. 1743–1993. Beck, München 1993, ISBN 3-406-37704-1.
- mit Stefan Benz: Verzeichnis der Säkularkanonikerstifte der Reichskirche. In: Jahrbuch für Fränkische Landesforschung. Band 54, 1994, S. 1–174, Digitalisat (Selbständig: (= Schriften des Zentralinstituts für Fränkische Landeskunde und Allgemeine Regionalforschung an der Universität Erlangen-Nürnberg. Band 35). 2., verbesserte Auflage. Degener, Neustadt an der Aisch 1997, ISBN 3-7686-9146-2).
- mit Stefan Benz: Verzeichnis der Stifte der Augustiner-Chorherren und -Chorfrauen. In: Jahrbuch für fränkische Landesforschung. Band 56, 1996, S. 1–110, Digitalisat.
- Das Bistum Eichstätt. Band 1: Die Bischofsreihe bis 1535 (= Germania Sacra. Neue Folge 45: Die Bistümer der Kirchenprovinz Mainz. Band 1). De Gruyter, Berlin 2006, ISBN 3-11-018971-2, Digitalisat.